# Райт, Маурисио
Вильбер Маурисио Райт Рейнольдс (исп. Wílber Mauricio Wright Reynolds; 20 декабря 1970, Сан-Хосе, Коста-Рика) — коста-риканский футболист, защитник, известный по выступлениям за «Саприссу» и сборную Коста-Рики. Участник Чемпионата мира 2002 года в Японии и Южной Корее.

## Клубная карьера
Райт воспитанник клуба «Саприсса» из своего родного города. В 1993 году он завоевал Кубок чемпионов КОНКАКАФ, а также помог клубу выиграть чемпионат Коста-Рики. В 1995 году Маурисио повторил своё достижение. Летом 1997 году он перешёл в гватемальский «Комуникасьонес», в 1998 и 1999 годах Райт дважды стал чемпионом Гватемалы.
В 1999 году он переехал в США, где на протяжении трёх лет выступал в MLS, за «Сан-Хосе Эртквейкс» и «Нью-Инглэнд Революшн». В 2001 году Маурисио вернулся на родину, где недолго выступал за «Эредиано», а после уехал в Грецию. Новым клубом Райта стал афинский «АЕК». Он помог клубу занять третье место и уехал в Китай в «Гуанчжоу Фули», но сыграв всего три матча Маурисио вернулся в Коста-Рику. До 2007 года он выступал за свои бывшие клубы «Эредиано» и «Саприссу», в котором и завершил свою карьеру.

## Международная карьера
1 декабря 1995 года в товарищеском матче против сборной Белиза Райт дебютировал за сборную Коста-Рики. Кубок Америки 1997 года стал первым крупным турниром для Маурисио в составе национальной команды.В 1998 году он принял участие в Золотом кубке КОНКАКАФ. На турнире он сыграл в матчах против сборных США и Кубы. В 2000 году Райт во второй раз защищал цвета сборной на Золотом кубке КОНКАКАФ. Он принял участие в поединках против Канады и Тринидада и Тобаго.
В 2002 году Маурисио сыграл на Чемпионате мира в Японии и Южной Корее. Он принял участие в поединках против сборных Китая, Турции и Бразилии. В поединке против китайцев он забил победный гол.
В 2003 году Райт в третий раз принял участие в Золотом кубке КОНКАКАФ. На турнире он сыграл в поединках против сборных Канады, Кубы, Сальвадора, Мексики и США.
В 2004 году Маурисио принял участие в Кубка Америки в Перу. На турнире он сыграл в поединках против сборной Чили, Парагвая, Колумбии и Бразилии. В поединке против чилийцев он отметился забитым мячом. В 2005 году он в четвёртый раз сыграл на Золотом кубке КОНКАКАФ. На турнире он сыграл во встрече против Кубы.

## Тренерская карьера
После окончания спортивной карьеры Маурисио Райт занялся тренерской деятельностью. Он возглавлял ряд коста-риканских команд, а также гватемальское «Депортиво Малакатеко».
В сезоне 2009/2010 Райт привел к победе в коста-риканской Аппертуре клуб «Брухас».

## Достижения
Командные
 «Саприсса»
- Чемпионат Коста-Рики — 1993
- Чемпионат Коста-Рики — 1995
- Обладатель Кубка чемпионов КОНКАКАФ — 1993
- Обладатель Кубка чемпионов КОНКАКАФ — 1995

 «Комуникасьонес»
- Чемпионат Гватемалы — 1998
- Чемпионат Гватемалы — 1999